# Brassica somalensis
Brassica somalensis là một loài thực vật có hoa trong họ Cải. Loài này được Hedge & A.G.Mill. mô tả khoa học đầu tiên năm 1977.